# Mr. Moonlight ~Ai no Big Band~
Pour les articles homonymes, voir Mr. Moonlight (homonymie).
 (mai 2025).
Si vous disposez d'ouvrages ou d'articles de référence ou si vous connaissez des sites web de qualité traitant du thème abordé ici, merci de compléter l'article en donnant les références utiles à sa vérifiabilité et en les liant à la section « Notes et références ».
Singles de Morning Musume
The Peace!
(25 juillet 2001) Sōda! We're Alive
(20 février 2002)
Mr. Moonlight ~Ai no Big Band~ (Mr.Moonlight～愛のビッグバンド～, trad. : "M. Moonlight ~Big band de l'amour~") est le 13e single du groupe Morning Musume.

## Présentation
Le single sort le 31 octobre 2001 au Japon sur le label zetima, écrit et produit par Tsunku. Il atteint la 1re place du classement Oricon, et reste classé pendant 14 semaines, pour un total de 513 340 exemplaires vendus durant cette période. C'est le premier single avec les quatre nouvelles membres de la "5e génération".
La chanson-titre est de style musical swing, et son clip vidéo est inspiré des spectacles travestis de la troupe de théâtre féminine Takarazuka Revue ; trois des membres y sont mises en avant, travesties en hommes : Hitomi Yoshizawa, Natsumi Abe et Maki Goto. La chanson figurera dans une version légèrement remaniée sur le quatrième album du groupe 4th Ikimasshoi! de 2002, et dans sa version originale sur la compilation Best! Morning Musume 2 de 2004. Elle sera reprise par le groupe affilié Coconuts Musume sur la compilation Petit Best 3 de fin 2002.

## Formation
Membres du groupe créditées sur le single :
- 1er génération : Kaori Iida, Natsumi Abe
- 2e génération : Kei Yasuda, Mari Yaguchi
- 3e génération : Maki Goto
- 4e génération : Rika Ishikawa, Hitomi Yoshizawa, Nozomi Tsuji, Ai Kago
- 5e génération (début) : Ai Takahashi, Asami Konno, Makoto Ogawa, Risa Niigaki

## Titres du CD
1. Mr. Moonlight ~Ai no Big Band~ (Mr.Moonlight～愛のビッグバンド～?)
2. Popcorn Love! (ポップコーンラブ!?)
3. Mr. Moonlight ~Ai no Big Band~ (Instrumental) (Mr.Moonlight～愛のビッグバンド～...?)